# Nathalie Armbruster
Pour les articles homonymes, voir Armbruster.
Nathalie Armbruster, née le 2 janvier 2006, est une coureuse allemande du combiné nordique.  

## Palmarès en combiné nordique

### Championnats du monde
| Épreuve / Édition       | Individuel     | Par équipes mixte     |
| Épreuve / Édition       | Petit tremplin | Petit tremplin Relais |
| Mondiaux 2023 Planica   | Argent         | Argent                |
| Mondiaux 2025 Trondheim |                | Argent                |

### Coupe du monde
- 1 gros globe de cristal :
  - Vainqueur du classement général en 2025.
- 1 petit globe de cristal :
  - Vainqueur du classement compact en 2025.
- 18 podiums : 3 victoires, 5 deuxièmes places et 10 troisièmes places.
- 1 podium par équipes mixte : 1 troisième place.

#### Différents classements en Coupe du monde
| Année     | Classement général final |
| 2021-2022 | 30e                      |
| 2022-2023 | 2e                       |

#### Détail des victoires
| Édition / Épreuve | Gundersen | Mass Start | Compact        | Total |
| 2024-2025         | Seefeld   |            | Seefeld Otepää | 3     |
| Total             | 1         |            | 2              | 3     |